# Línea R17 (Transportes de Murcia)
La línea R17 de Transportes de Murcia une de forma circular la estación de Murcia del Carmen, Vistabella y la Plaza Circular.

## Horario

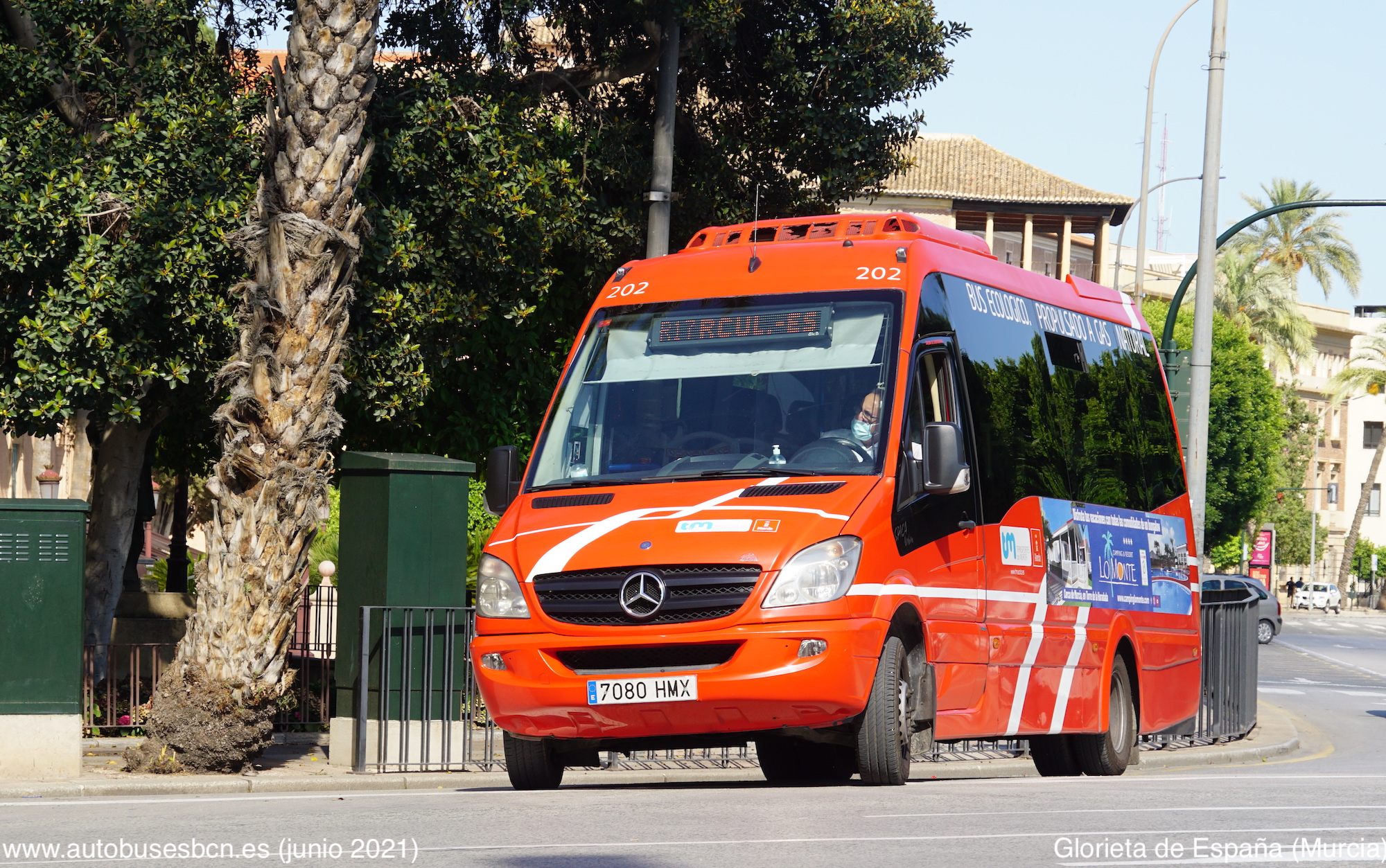
R17 en la Glorieta de España (Murcia), junio de 2021

|                    | Laborables invierno | Laborables verano | Sábados | Domingos y festivos |
| ------------------ | ------------------- | ----------------- | ------- | ------------------- |
| Primera expedición | 7:00                | 7:00              | 7:00    | 8:00                |
| Frecuencia         | 14 min              | 18 min            | 25 min  | 50 min              |
| Última expedición  | 22:00               | 22:00             | 22:00   | 21:30               |

## Recorrido y paradas
| N.º  | Parada                        | Conexión         | Notas                                     |
| ---- | ----------------------------- | ---------------- | ----------------------------------------- |
| 9043 | Estación Ferrocarril (impar)  | C2 C4 C5         |                                           |
| 9044 | Pintor Pedro Flores, 8        | C2 C4            |                                           |
| 9045 | Pintor Pedro Flores, 32       | C2 C4            |                                           |
| 9012 | Pintor Almela Costa (par)     | C2 C4 R80        |                                           |
| 9046 | Pío Baroja                    | C2 R12 R80       |                                           |
| 9083 | Colegio Mariano Aroca         |                  |                                           |
| 9198 | Torre de Romo, 41             |                  |                                           |
| 9199 | Torre de Romo, 25             |                  |                                           |
| 9200 | Torre de Romo, 5              |                  |                                           |
| 9201 | Princesa                      |                  |                                           |
| 9086 | Avda. Infante Juan Manuel I   |                  |                                           |
| 9087 | Avda. Infante Juan Manuel II  |                  |                                           |
| 9088 | Hospital Reina Sofía (frente) | R20              | Parada anulada los jueves por mercado     |
| 9089 | Antonio Torrecillas, 2        |                  | Parada anulada los jueves por mercado     |
| 9090 | Antonio Torrecillas, 12       |                  | Parada anulada los jueves por mercado     |
| 9091 | La Fama                       | R20              | Parada anulada los jueves por mercado     |
| 9092 | Biblioteca La Fama            |                  | Parada anulada los jueves por mercado     |
| 9093 | Jefatura de Tráfico           |                  | Parada anulada los jueves por mercado     |
| -    | Centro de Hemodonación        |                  | Parada alternativa los jueves por mercado |
| 9094 | Plaza de Toros                |                  |                                           |
| 9095 | Obispo Frutos                 |                  |                                           |
| 9096 | Universidad                   |                  |                                           |
| 9173 | Tapia Sanz                    |                  |                                           |
| 9140 | Centrofama                    | R14 R80          |                                           |
| 9197 | Jaime I                       | R14              |                                           |
| 9082 | Avda. Constitución, 8         | C5 R14           |                                           |
| 9000 | Plaza Circular, 2             | C1 C3 C5 R14 R80 |                                           |

| N.º  | Parada                           | Conexión         | Notas                                     |
| ---- | -------------------------------- | ---------------- | ----------------------------------------- |
| 9000 | Plaza Circular, 2                | C1 C3 C5 R14 R80 |                                           |
| 9001 | Ronda de Levante, 6              | C1 C3            |                                           |
| 9002 | Juan XXIII                       | C1 C3            |                                           |
| 9097 | Avda. Antonete Gálvez            |                  |                                           |
| 9098 | Javier Paulino                   |                  |                                           |
| 9099 | Santa Rita                       |                  |                                           |
| 9100 | Nuevos Juzgados (frente)         |                  |                                           |
| 9101 | Seminario Diocesano              |                  | Parada anulada los jueves por mercado     |
| 9102 | Avda. de La Fama, 3              |                  | Parada anulada los jueves por mercado     |
| -    | Centro de Hemodonación (frente)  |                  | Parada alternativa los jueves por mercado |
| 9088 | Hospital Reina Sofía (frente)    | R20              | Parada alternativa los jueves por mercado |
| 9103 | Luis Fontes Pagán, 6             |                  |                                           |
| 9104 | Luis Fontes Pagán, 16            |                  |                                           |
| 9105 | Marín Fuentes                    |                  |                                           |
| 9106 | Jorge Palacios                   |                  |                                           |
| 9107 | Hospital Reina Sofía             |                  |                                           |
| 9134 | Palacio de Justicia              | R12 R80          |                                           |
| 9135 | Plaza Cruz Roja                  | R12 R80          |                                           |
| 9019 | Glorieta de España               | C1 C3 C5 R12 R80 |                                           |
| 9039 | Plaza Camachos                   | C2 C4 C5         |                                           |
| 9040 | Alameda de Colón, 11             | C2 C4 C5         |                                           |
| 9041 | Espinosa (par)                   | C2 C4 C5         |                                           |
| 9256 | Floridablanca, 54                | C2 C4 C5         |                                           |
| 9042 | Avda. Perea                      | C2 C4 C5         |                                           |
| 9154 | Estación Ferrocarril (impar) (V) | C2 C4 C5         |                                           |

- Datos: Q56641446